# Eccellenza Calabria 2010-2011
Il campionato italiano di calcio di Eccellenza regionale 2010-2011 è stato il ventesimo organizzato in Italia. Rappresenta il sesto livello del calcio italiano.
Questo è il campionato della Calabria, gestito dal Comitato Regionale Calabria; è costituito da un girone all'italiana, che ospita 16 squadre.

## Squadre partecipanti
| Club                              | Città (provincia)          |
| --------------------------------- | -------------------------- |
| F.C. Calcio Acri                  | Acri (CS)                  |
| A.S. Bovalinese                   | Bovalino (RC)              |
| U.S. Castrovillari Calcio         | Castrovillari (CS)         |
| S.S. Comprensorio Montalto Uffugo | Montalto Uffugo (CS)       |
| A.S. Cutro                        | Cutro (KR)                 |
| F.C. Guardavalle A.S.D.           | Guardavalle (CZ)           |
| A.S.D. Isola Capo Rizzuto 1966    | Isola di Capo Rizzuto (KR) |
| A.S.D. Isolab Bocale Calcio 1983  | Reggio Calabria            |
| L.C. Nuova Gioiese                | Gioia Tauro (RC)           |
| U.S. Palmese 1912                 | Palmi (RC)                 |
| F.C. Real Sersale                 | Sersale (CZ)               |
| A.S.D. S.S. Rende                 | Rende (CS)                 |
| A.S. Roccella                     | Roccella Ionica (RC)       |
| U.S. Scalea 1912                  | Scalea (CS)                |
| A.S. Sersale 1975                 | Sersale (CZ)               |
| A.S.D. Soverato Virtus 2001       | Soverato (CZ)              |

## Classifica finale
|  | Pos. | Squadra                | Pt | G  | V  | N  | P  | GF | GS | DR  |
|  | ---- | ---------------------- | -- | -- | -- | -- | -- | -- | -- | --- |
|  | 1.   | Acri                   | 65 | 30 | 20 | 5  | 5  | 46 | 21 | +25 |
|  | 2.   | Compr. Montalto Uffugo | 61 | 30 | 17 | 10 | 3  | 45 | 18 | +27 |
|  | 3.   | Scalea                 | 51 | 30 | 14 | 9  | 7  | 35 | 23 | +12 |
|  | 4.   | Soverato Virtus        | 48 | 30 | 12 | 12 | 6  | 30 | 20 | +10 |
|  | 5.   | Isola Capo Rizzuto     | 47 | 30 | 12 | 11 | 7  | 39 | 26 | +13 |
|  | 6.   | Roccella               | 44 | 30 | 12 | 8  | 10 | 36 | 25 | +11 |
|  | 7.   | Sersale                | 42 | 30 | 12 | 6  | 12 | 34 | 41 | -7  |
|  | 8.   | Rende                  | 40 | 30 | 11 | 7  | 12 | 32 | 33 | -1  |
|  | 9.   | Nuova Gioiese          | 39 | 30 | 10 | 9  | 11 | 22 | 24 | -2  |
|  | 10.  | Palmese                | 37 | 30 | 8  | 13 | 9  | 25 | 27 | -2  |
|  | 11.  | Guardavalle            | 35 | 30 | 9  | 8  | 13 | 35 | 41 | -6  |
|  | 12.  | Castrovillari (-2)     | 35 | 30 | 8  | 13 | 9  | 31 | 37 | -6  |
|  | 13.  | Bovalinese             | 31 | 30 | 6  | 13 | 11 | 19 | 32 | -13 |
|  | 14.  | Isolab Bocale          | 28 | 30 | 6  | 10 | 14 | 25 | 43 | -18 |
|  | 15.  | Real Sersale           | 19 | 30 | 2  | 13 | 15 | 20 | 39 | -19 |
|  | 16.  | Cutro                  | 19 | 30 | 4  | 7  | 19 | 17 | 41 | -24 |

## Spareggi

### Play-off

#### Semifinali
| Squadra 1          | Totale | Squadra 2             | Andata | Ritorno |
| ------------------ | ------ | --------------------- | ------ | ------- |
| Isola Capo Rizzuto | 2 - 1  | Comprensorio Montalto | 1 - 0  | 1 - 1   |
| Soverato Virtus    | 2 - 1  | Scalea                | 1 - 1  | 1 - 0   |

Andata
| Isola Capo Rizzuto 1º maggio 2011 | Isola Capo Rizzuto | 1 – 0 | Comprensorio Montalto |  |

| Soverato 1º maggio 2011 | Soverato Virtus | 1 – 1 | Scalea |  |

Ritorno
| Montalto Uffugo 4 maggio 2011 | Comprensorio Montalto | 1 – 1 | Isola Capo Rizzuto |  |

| Scalea 4 maggio 2011 | Scalea | 0 – 1 | Soverato Virtus |  |

#### Finali
| Squadra 1          | Totale | Squadra 2       | Andata | Ritorno |
| ------------------ | ------ | --------------- | ------ | ------- |
| Isola Capo Rizzuto | 4 - 3  | Soverato Virtus | 2 - 1  | 2 - 2   |

Andata
| Isola Capo Rizzuto 8 maggio 2011 | Isola Capo Rizzuto | 2 – 1 | Soverato Virtus |  |

Ritorno
| Soverato 14 maggio 2011 | Soverato Virtus | 2 – 2 | Isola Capo Rizzuto |  |

### Play-out
| Squadra 1     | Totale | Squadra 2  | Andata | Ritorno |
| ------------- | ------ | ---------- | ------ | ------- |
| Isolab Bocale | 1 - 1  | Bovalinese | 1 - 1  | 0 - 0   |

Andata
| Reggio Calabria 1º maggio 2011 | Isolab Bocale | 1 – 1 | Bovalinese |  |

Ritorno
| Bovalino 8 maggio 2011 | Bovalinese | 0 – 0 | Isolab Bocale |  |

## Verdetti finali
- Acri promosso in Serie D 2011-2012
- Isola Capo Rizzuto ammesso ai play-off nazionali.
- Isolab Bocale, Real Sersale e Cutro retrocessi in Promozione Calabria 2011-2012